# Papilio nandina
Papilio nandina là một loài bướm thuộc họ Bướm phượng (Papilionidae). 
Loài Papilio nandina được mô tả năm 1901 bởi Rothschild et Jordan. Loài bướm Papilio nandina sinh sống ở .